# Jacksonville (Ohio)

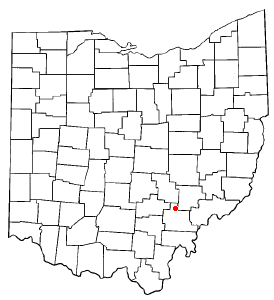
Jacksonville na planie stanu Ohio

Jacksonville – wieś w USA, w stanie Ohio.
Według danych z 2000 roku wieś miała 544 mieszkańców.